# Comedyclub
Een comedyclub is een plek (vaak een nachtclub, cafe, casino, of restaurant) waar mensen luisteren of kijken naar optredens die de nadruk leggen op humor.